# Cnaphalocrocis brunneofusalis
Cnaphalocrocis brunneofusalis là một loài bướm đêm trong họ Crambidae.